# Hippodrome de Wallonie
Hippodrome de Wallonie är en belgisk trav- och galoppbana som ligger i utkanten av Mons i Vallonien. Det är också den enda travbanan i Vallonien. Företaget som öppnade och även äger banan, grundades 1999.

## Om banan
Banovalen på travbanan mäter 1 083 meter, medan galoppbanan mäter 1 345 meter runt om.  Banans största och viktigaste lopp är Grand Prix de Wallonie som körs i augusti varje år.
Banan ligger mindre än 40 minuter från Bryssel och har även bra förbindelser till Paris. År 2013 hade banan 60 tävlingsdagar, varav 40 st sändes live på Equidia.